# I Blame Coco
I Blame Coco sono un gruppo musicale britannico, formatasi nel 2005. La leader del gruppo è Eliot Sumner, figlia del cantante, ex leader e membro fondatore dei Police, Sting.

## Storia
Il gruppo ha pubblicato un solo album, The Constant, nell'ottobre 2010, da cui sono stati estratti tre singoli: Caesar (in collaborazione con la cantante svedese Robyn), Self Machine e In Spirit Golden.

## Formazione
- Eliot Sumner - voce
- Jonny Mott - tastiere
- Alexis Nunez - batteria, percussioni
- Jonas Jalhay - chitarra
- Rory Andrew - basso

## Discografia

### Album in studio
- 2010 - The Constant

### Demo
- 2009 - I Blame Coco

## Singoli
- 2007 - I Blame Coco
- 2007 - Darkstar
- 2010 - Caesar (con Robyn)
- 2010 - Only Love Can Break Your Heart (con Fyfe Dangerfield)
- 2010 - Self Machine
- 2010 - Quicker
- 2010 - In Spirit Golden
- 2010 - Splash (con Sub Focus)

## Riconoscimenti
- Virgin Media Music Awards
  - 2010 - Candidatura al miglior artista emergente